# Червлёнское сельское поселение
Червлёнское се́льское поселе́ние — муниципальное образование в Шелковском районе Чечни Российской Федерации.
Административный центр — станица Червлённая.

## История
Статус и границы сельского поселения установлены Законом Чеченской Республики от 14 июля 2008 года № 42-РЗ «Об образовании муниципального образования Шелковской район и муниципальных образований, входящих в его состав, установлении их границ и наделении их соответствующим статусом муниципального района и сельского поселения».

## Население
| 2010    | 2012    | 2013    | 2014    | 2015    | 2016    | 2017    |
| ------- | ------- | ------- | ------- | ------- | ------- | ------- |
| 9545    | ↗9832   | ↗9941   | ↗10 110 | ↗10 315 | ↗10 431 | ↗10 584 |
| 2018    | 2019    | 2020    | 2021    | 2023    | 2024    |         |
| ↗10 686 | ↗10 866 | ↗10 925 | ↘9683   | ↗9863   | ↗9972   |         |

## Состав сельского поселения
| № | Населённый пункт | Тип населённого пункта | Население |
| - | ---------------- | ---------------------- | --------- |
| 1 | Червлённая       | станица                | ↗9972     |